# Plagiolepis ampeloni
Plagiolepis ampeloni là một loài côn trùng thuộc họ Formicidae. Đây là loài đặc hữu của Áo.